# Druga Crnogorska Liga 2018/19
Die Druga Crnogorska Liga 2018/19 war die 13. Spielzeit der zweithöchsten montenegrinischen Fußballliga. Die Saison begann am 12. August 2018 und endete am 25. Mai 2019.

## Modus
Die zehn Mannschaften traten an 36 Spieltagen jeweils viermal gegeneinander an, zweimal zu Hause und zweimal auswärts. Der Tabellenerste stieg direkt in die Prva Crnogorska Liga auf, während der Zweite und Dritte über die Relegation aufsteigen konnte. Die letzten zwei Teams stiegen in die Treća Crnogorska Liga ab.

## Vereine
| Verein                    | Stadt        | Stadion               | Kapazität |
| ------------------------- | ------------ | --------------------- | --------- |
| OFK Mladost Lješkopolje   | Podgorica    | Stadion Stari Ribnjak | 1.000     |
| FK Bokelj Kotor           | Kotor        | Pod Vrmcem            | 5.000     |
| FK Berane                 | Berane       | Gradski Stadion       | 10.0000   |
| FK Jedinstvo Bijelo Polje | Bijelo Polje | Gradski Stadion       | 4.000     |
| FK Jezero Plav            | Plav         | Gradski Stadion       | 5.000     |
| FK Igalo 1929             | Igalo        | Stadion Solila        | 1.600     |
| FK KOM Podgorica          | Podgorica    | Stadion Zlatika       | 3.500     |
| FK Arsenal Tivat          | Tivat        | Stadion u Parku       | 4.000     |
| FK Dečić Tuzi             | Tuzi         | Stadion Tuško Polje   | 3.000     |
| FK Otrant-Olympic Ulcinj  | Ulcinj       | Velika plaža          | 1.500     |

## Abschlusstabelle
| Pl. | Verein                    | Sp. | S  | U  | N  | Tore    | Diff. | Punkte |
| --- | ------------------------- | --- | -- | -- | -- | ------- | ----- | ------ |
| 1.  | OFK Mladost Lješkopolje   | 36  | 20 | 7  | 9  | 059:340 | +25   | 67     |
| 2.  | FK KOM Podgorica (A)      | 36  | 17 | 9  | 10 | 040:300 | +10   | 60     |
| 3.  | FK Bokelj Kotor           | 36  | 16 | 10 | 10 | 051:250 | +26   | 58     |
| 4.  | FK Otrant-Olympic Ulcinj  | 36  | 14 | 9  | 13 | 040:390 | +1    | 51     |
| 5.  | FK Arsenal Tivat (N)      | 36  | 13 | 10 | 13 | 034:290 | +5    | 49     |
| 6.  | FK Jedinstvo Bijelo Polje | 36  | 11 | 15 | 10 | 026:250 | +1    | 48     |
| 7.  | FK Jezero Plav            | 36  | 13 | 9  | 14 | 032:430 | −11   | 48     |
| 8.  | FK Dečić Tuzi (A) 1       | 36  | 13 | 10 | 13 | 040:390 | +1    | 46     |
| 9.  | FK Igalo 1929             | 36  | 11 | 10 | 15 | 028:340 | −6    | 43     |
| 10. | FK Berane 1               | 36  | 6  | 3  | 27 | 026:780 | −52   | 18     |

Platzierungskriterien: 1. Punkte – 2. Direkter Vergleich (Punkte, Tordifferenz, geschossene Tore) – 3. Tordifferenz – 4. geschossene Tore

| (A) | Absteiger aus der Prva Crnogorska Liga 2017/18   |
| (N) | Aufsteiger aus der Treća Crnogorska Liga 2017/18 |

## Relegation
Der Zweite der Druga Liga spielte gegen den Neunten der Prva Liga sowie der Achte der Prva Liga gegen den Dritten der Druga Liga.
| Datum                     |                   | Gesamt |                   | Hinspiel | Rückspiel |
| ------------------------- | ----------------- | ------ | ----------------- | -------- | --------- |
| 29. Mai und 2. Juni 2019  | FK Bokelj Kotor   | 1:4    | FK Rudar Pljevlja | 0:2      | 1:2       |
| 4. Juni und 10. Juni 2019 | FK Lovćen Cetinje | 0:2    | FK KOM Podgorica  | 0:1      | 0:1       |